# Hesperobaenus constricticollis
Hesperobaenus constricticollis es una especie de coleóptero de la familia Monotomidae.

## Distribución geográfica
Habita en Texas (Estados Unidos).